# Kiscsőrű fürjtinamu
A kiscsőrű fürjtinamu (Crypturellus parvirostris) a tinamualakúak (Tinamiformes) rendjébe, ezen belül a tinamufélék (Tinamidae) családjába tartozó faj.

## Rendszerezése
A fajt Johann Georg Wagler holland zoológus és ornitológus írta le 1815-ben, a Crypturus nembe Crypturus parvirostris néven.

## Előfordulása
Dél-Amerikában, Argentína, Brazília, Bolívia, Paraguay és Peru területén honos. Természetes élőhelyei a szubtrópusi és trópusi síkvidéki esőerdők, szavannák és cserjések, valamint szántóföldek és másodlagos erdők. Állandó, nem vonuló faj.

## Megjelenése
Testhossza 32 centiméter, testtömege 154-250 gramm.

## Természetvédelmi helyzete
Az elterjedési területe rendkívül nagy, egyedszáma ugyan csökken, de még nem éri el a kritikus szintet. A Természetvédelmi Világszövetség Vörös listáján nem fenyegetett fajként szerepel.